# Ma Yanhong
Ma Yanhong (chinesisch 马燕红, Pinyin Mǎ Yànhóng; * 5. Juli 1963 in Peking) ist eine ehemalige chinesische Turnerin.

## Erfolge
1978 gehörte Ma Yanhong zur chinesischen Delegation bei den Asienspielen in Bangkok, bei denen sie am Stufenbarren und im Mannschaftsmehrkampf jeweils die Goldmedaille gewann. Auch bei Weltmeisterschaften gelangen Ma mehrere Erfolge. 1979 wurde sie in Fort Worth am Stufenbarren Weltmeisterin und belegte 1981 in Moskau an diesem Gerät den zweiten Platz. Im Mannschaftsmehrkampf gewann sie eine weitere Silbermedaille.
Drei Jahre darauf nahm Ma Yanhong an den Olympischen Spielen 1984 in Los Angeles teil. Am Sprung verpasste sie als 20. der Qualifikation das Finale, erreichte es dafür aber in allen anderen Disziplinen. Am Boden belegte sie ebenso den sechsten Platz wie im Einzelmehrkampf, auf dem Schwebebalken wurde sie Fünfte. Mit der chinesischen Mannschaft sicherte sie sich im Mannschaftsmehrkampf hinter Rumänien und den Vereinigten Staaten die Bronzemedaille, nachdem sie mit Chen Yongyan, Huang Qun, Wu Jiani, Zhou Qiurui und Zhou Ping 388,60 Punkte erzielt hatte. Ihr größter Erfolg gelang ihr schließlich am Stufenbarren. Als mit 19,90 Punkten Erstplatzierte der Qualifikation zog sie ins Finale ein und gewann auch dieses mit 19,950 Punkten. Damit wurde sie ebenso wie die punktgleiche Julianne McNamara aus den Vereinigten Staaten Olympiasiegerin und erhielt vor der drittplatzierten US-Amerikanerin Mary Lou Retton die Goldmedaille.
2008 wurde Ma als erste chinesische Turnerin in die International Gymnastics Hall of Fame aufgenommen.